# Oi voskoi
Oi voskoi (Οι βοσκοί), estrenada a França com Les Pâtres du désordre és una pel·lícula franco-grega de Nikos Papatakis estrenada el març de 1968.
Prohibit a Grècia per la dictadura dels coronels, no es va estrenar en aquell país fins al 1974.

## Argument
Thanos, un pastor, torna d'Alemanya on no va trobar feina. Somia amb marxar de nou, cap a Austràlia. Un dels seus amics de la infància mata els seus animals per obligar-lo a quedar-se fins que acabi el servei militar. La mare de la Katina vol mantenir-lo a prop i per això intenta arreglar el seu matrimoni amb Despina. Però el pare de Despina, Vlahopoulos, el cap de Thanos, es nega a donar la seva filla a Thanos. Vol una família més rica per a la seva filla. Thanos llavors es rebel·la contra la societat rural provincial i s'emporta Despina amb ell. Els amants són atrapats i assassinats.

## Repartiment
- Olga Karlatos : Despoina
- George Dialegmenos : Thanos Zekos
- Lambros Tsangas : Yankos
- Elli Xanthaki : Katina
- Tzavalás Karoúsos : Vlahopoulos
- Dimos Starenios : Karavidas
- Yannis Argyris : Haralambos
- Nikiforos Naneris : Pericles
- Maria Konstadarou : Loula
- Joly Garbi : Sra. Vlahopoulos
- Nassos Kedrakas : Papadimas